# Christian Duguay
Christian Duguay (n. 1957, Outremont, Quebec) este un regizor canadian. A regizat miniserialul TV nominalizat la premiile Emmy Hitler: The Rise of Evil (Hitler - ascensiunea râului), care a avut premiera la CBC în mai 2003. Este cel mai bine cunoscut pentru regizarea unor filmele de acțiune  precum Screamers (Asasinii cibernetici din 1995; cu Peter Weller și Roy Dupuis) sau The Art of War (Arta războiului din 2000; cu Wesley Snipes și Michael Biehn). În 2009 a regizat un miniserial TV despre viața sfântului Augustin de Hipona.  Cel mai recent proiect al său este un miniserial în două părți despre Papa Pius al XII-lea și ocupația Romei de către naziști în timpul celui de-al doilea război mondial.

## Filmografie (selecție)
- Anna Karenina (2013)
- Sant'Agostino (Augustine: The Decline of the Roman Empire) (2010)
- Coco Chanel (2008)
- Teroare în paradis (Boot Camp) (2007)
- Trafic uman (Human Trafficking) (2005) (TV)
- Minciunile mamei mele (Lies My Mother Told Me) (2005) (TV)
- Hitler - ascensiunea răului (Hitler: The Rise of Evil) (2003) (TV)
- Extreme Ops (2002)
- The Art of War (2000)
- Ioana D'Arc (Joan of Arc) (1999) (TV)
- Misiunea (The Assignment) (1997)
- Asasinii cibernetici (Screamers) (1995)
- O țintă sigură (Live Wire) (1992)
- Scanners III: The Takeover (1992) (TV)
- Scanners II: The New Order (1991) (TV)

## Viață personală
Duguay are patru copii, Orlando, Sebastien, Natalia și Victoria.

## Premii
- 2006, Directors Guild of Canada Craft Award (Outstanding Direction - Television Movie/Mini-Series) pentru miniserialul TV Human Trafficking (2005) (TV)
- 2006, Gemini Award (Best Dramatic Mini-Series) pentru miniserialul TV Human Trafficking (2005) (TV)
- 2006, nominated for a Gemini Award (Best Direction in a Dramatic Program or Mini-Series) pentru miniserialul TV Lies My Mother Told Me (2005) (TV)
- 2003, nominated for an Emmy Award (Outstanding Miniseries) pentru miniserialul TV Hitler: The Rise of Evil (2003) (TV)
- 1999, nominated for an Emmy Award (Outstanding Directing for a Miniseries or a Movie) pentru miniserialul TV Joan of Arc (1999) (TV)
- 1996, Gemini Award (Best Direction in a Dramatic Program or Mini-Series) pentru miniserialul TV Million Dollar Babies (1994) (TV)

## Legături externe
- Christian_Duguay la Cinemagia
- Christian Duguay la Internet Movie Database
- MSN Bio Arhivat în 12 mai 2006, la Wayback Machine.